# Alex Ploeg
Alex Ploeg (Leiden, 1985) is een Nederlands cabaretier en stand-upcomedian.

## Carrière
Ploeg werd geboren in Leiden en groeide op in het Groningse Haren.
Na het winnen van enkele cabaretfestivals sloot Ploeg zich aan bij comedygezelschap Comedytrain. Sindsdien is hij regelmatig te zien in het theater van Comedytrain, Toomler.
In oktober 2018 ging zijn eerste solovoorstelling, 'Ultimatum', in première. Naast zijn eigen solovoorstelling verschijnt Ploeg ook geregeld in televisieprogramma's zoals Foute Vrienden en Cojones. Samen met twee andere leden van Comedytrain, Tex de Wit en Stefan Pop, is hij in 2016 begonnen met het satirische sketchprogramma Klikbeet.
Hij maakte in 2019 de overstap van Hekwerk theaterproducties naar Breijwerk impresariaat en management van Claudia de Breij. Voor 'Ultimatum' werd hij in 2019 genomineerd voor de 'Neerlands Hoop' samen met Anne Neuteboom en uiteindelijke winnaar Peter Pannekoek. NRC loofde Ploeg in 2020 voor de voorstelling en noemde hem 'een van de 101 kunstenaars van de toekomst'.
Samen met Pepijn Schoneveld en Christine de Boer maakt Ploeg de podcast De Hete Brij.

## Voorstellingen
- Ultimatum (2018)[4]
- Ego (2021)[5]
- Unplugged (2024)

## Televisie
- Dit Was Het Nieuws, als tekstschrijver
- Cojones (2014–2016), als tekstschrijver en acteur
- De Grote Improvisatieshow (2014–2017), als vaste gast
- Foute vrienden (2015, 2017), als gast
- Klikbeet (2016–heden), als tekstschrijver en acteur
- De Slimste Mens (2019), Deelnemer (3 afleveringen)
- Zondag met Lubach (2019), als Bandlid De 5G's (1 aflevering)
- Zondag met Lubach (2020), als Snollebollekes (1 aflevering)
- The Connection (2022), als zichzelf (1 aflevering)
- De Avondshow met Arjen Lubach (2022), als zichzelf bij de Avondshow Stand-Ups
- LOL: Last One Laughing (2023), als zichzelf
- Panduloria (2023) als dwerg Donwald
- Beste Kijkers (2023), als vervangend panellid
- Onzin (2023), als zichzelf (1 aflevering)
- Praat Nederlands met me (2024), als teamcaptain
- Sinterklaasjournaal (2024), als buurman

## Prijzen
Ploeg heeft de volgende prijzen ontvangen:
- Amsterdams Studenten Cabaret festival (2011)
- Griffioen Zuidplein Cabaret festival (2012)
- Publieksprijs van Cameretten (2016)